# Jorge Zarif
Jorge João Zarif (São Paulo, 30 de septiembre de 1992) es un deportista brasileño que compitió en vela en las clases Finn y Star. Ganó una medalla de oro en el Campeonato Mundial de Finn de 2013 y una medalla de oro en el Campeonato Mundial de Star de 2018.

## Palmarés internacional
| Campeonato Mundial | Campeonato Mundial | Campeonato Mundial | Campeonato Mundial |
| Año                | Lugar              | Medalla            | Clase              |
| ------------------ | ------------------ | ------------------ | ------------------ |
| 2013               | Tallin (Estonia)   | Medalla de oro     | Finn               |

| Campeonato Mundial | Campeonato Mundial      | Campeonato Mundial | Campeonato Mundial |
| Año                | Lugar                   | Medalla            | Clase              |
| ------------------ | ----------------------- | ------------------ | ------------------ |
| 2018               | Oxford (Estados Unidos) | Medalla de oro     | Star               |